# Маур, Мауро
Maypo Mayp (итал. Mauro Maur; род. 8 августа 1958, Триест) — итальянский трубач, музыкальный педагог, композитор и дирижёр.
Сотрудничал с такими известными музыкантами и исполнителями как Эннио Морриконе, Микисом Теодоракисом, Рикардо Мути, Пласидо Доминго, Оскаром Валдамбрини, Глорией Гейнор и другими.
Награждён орденом «За заслуги перед Итальянской Республикой».